# ليكوديا يوبيا
ليكوديا يوبيا (بالإيطالية: Licodia Eubea)‏ هي بلدة تقع في مقاطعة كاتانيا في صقلية في إيطاليا . تفتخر بإنتاج غني من الزيتون واللوز والحمضيات والعنب .

## السكان
في سنة 1861 بلغ عدد السكان 5٬237 نسمة، وتطور العدد ليصل في سنة 2011 لـ 3٬047 نسمة.
يظهر هذا المخطط البياني تطور النمو السكاني لـ ليكوديا يوبيا